# Château du Petit-Perray
Le château du Petit-Perray est un château construit à la fin du XVIIIe siècle sur la commune de Vaas dans le département de la Sarthe. Il est en partie inscrit au titre des monuments historiques.

## Histoire
La famille de Boizard vécut dans ce château: François de Boizard, écuyer, Sieur de Villegraton demeurait au château du Petit-Perray en Vaas en novembre 1654. 
Il avait épousé en 1re noce : Gabrielle d'Espagne dont il eut une fille Jacqueline de Boisard (née en 1651, décédée le 17 avril 1709 à Martigny-sur-l'Ante (Calvados) mariée le 21 mai 1677 à Sainte-Trinité-de-Falaise (Calvados) avec Charles Thibout de La Fresnaye, sieur de Longuemare (1644-1694. Ce couple eut descendance à Martigny-sur-l'Ante dont Charles David Charles Thibout de La Fresnae, sieur du Cammorice (1689-1715) qui épousera le 8 mars 1707 aux Loges-Saulces Jacqueline Grancher (arrière-grands-parents du docteur Victor Thibout de La Fresnaye qui déposa le brevet du caoutchouc dans les textiles. Une rue porte son nom à Caen)

Il épousa en 2e noce le 3 août 1658 au Mans, Madelaine Guilleu, fille d'honorable Gédéon Guilleu, sieur de Launay et de Madeleine Péan. De ce couple naquirent deux filles :
- Madeleine Angélique, demoiselle de Villegraton qui épousa Pierre Daupeley.
- Agnès qui entra au monastère de la Fontaine-Saint-Martin le 8 décembre 1667 et mourut en 1710

François de Boizard était fils de Jacques de Boizard, sieur de Villegraton (mort avant 1658) et de Jacqueline de La Barre, famille originaire d'Anjou.
Cette famille portait d'azur aux trois piliers d'or.

## Protections
Le château, son ancien jardin entouré de douves, les douves, l'avant-cour et ses quatre pavillons ainsi que la grille et le portail de clôture font l'objet d'une inscription aux monuments historiques depuis le 28 avril 1993.